# Хасаново
Хасаново или Асаново Село (грч. Μεσοχώρι, Месохори) је насеље у Грчкој у општини Лерин, периферија Западна Македонија. Према попису из 2021. било је 252 становника.
Македонски историчар Тодор Симовски, 1998. године наводи да је Хасаново словенско насеље.

## Становништво
| Година       | 1951 | 1961 | 1971 | 1981 | 1991 | 2001 | 2011 |
| ------------ | ---- | ---- | ---- | ---- | ---- | ---- | ---- |
| Становништво | 787  | 823  | 609  | 571  | 581  | 514  | 358  |